# Trainer (Pennsylvania)
Trainer ist eine Siedlung (Borough) im Delaware County im US-Bundesstaat Pennsylvania.
Sie befindet sich zwischen Marcus Hook und Chester. Das U.S. Census Bureau hat bei der Volkszählung 2020 eine Einwohnerzahl von 1.976 ermittelt.

## Wirtschaft
Seit 1921 befindet sich eine Raffinerie von Union Oil (heute BP) in Trainer.

## Verkehr
Trainer ist mit der Wilmington/Newark-Linie an der Streckennetz der SEPTA angebunden.